# たちはらるい
たちはら るい（別名、立原累。1950年9月26日 -） は、日本のシンガーソングライター、作曲家。ＬＰ『じゃあ、また・・・（大塚博堂追悼ミュージカル）』は「人を愛したら」「心の端をつまんで」「ガラスの愛撫」など、大塚博堂が作曲した未発表の楽曲が収録されている。

## 主な楽曲
- 北の大地
- 振り向けば風の街（「時よ炎のごとく」主題歌）
- 花ことば
- 嵯峨野路の里
- 人を愛したら
- 心の端をつまんで
- ガラスの愛撫
- サウンド・オブ・サマー（RUI　グループ時代）

## アルバム
- 情景
- 人は愛をつくり愛は人をつくる
- 流浪（さすらい）
- 遠い記憶
- 美しく燃えて
- じゃあ、また・・・